# 阿斯塔納足球俱樂部
阿斯塔納足球俱樂部（Football Club Astana）是一支位於哈薩克阿斯塔納的職業足球會，目前於哈薩克超級足球聯賽角逐。

## 榮譽

### 聯賽
- 哈薩克超級足球聯賽[6]

冠軍 (7): – 2014, 2015, 2016, 2017, 2018, 2019, 2022
亞軍 (2) – 2009, 2013

### 盃賽
- 哈薩克盃

冠軍 (3) – 2010, 2012, 2016
- 哈薩克超級盃

冠軍 (6): – 2011, 2015, 2018, 2019, 2020, 2023
亞軍 (3) – 2013, 2016, 2017

## 俱乐部以往队徽

阿斯塔纳火车头队徽 （2009-2013）
阿斯塔纳队徽 （2014-）

## 外部連結
- 官方网站 （哈薩克文） （俄文） （英文）
- FC Astana （页面存档备份，存于） on UEFA.com （页面存档备份，存于）
- 阿斯塔納足球俱樂部的X（前Twitter）